# Visual Component Library
VCL is een programmacode-bibliotheek (of framework) die door Borland is ontwikkeld. VCL betekent Visual Component Library, oftewel 'Visuele Componenten Bibliotheek'. VCL bevat programmeercode van componenten als bijvoorbeeld knoppen, plaatjes, radiogroepen, vinkboxjes en andere standaard controls die je in elk programma ziet.
Zowel de Borland-producten C++Builder als Delphi gebruiken deze bibliotheek. C++ Builder is echter een C++-ontwikkelomgeving en Delphi gebruikt Pascal als programmeertaal. Borland had eerst de Pascal-versie van de VCL ontwikkeld en heeft deze nooit naar C++ vertaald. In plaats daarvan wordt de Pascal-VCL eerst vertaald naar C++ tijdens het compileren in C++ Builder.